# Leucopteryx
Leucopteryx is een geslacht van vlinders van de familie nachtpauwogen (Saturniidae), uit de onderfamilie Saturniinae.

## Soorten
- L. ansorgei (Rothschild, 1897)
- L. mollis (Butler, 1889)